# Carl Wilhelm Folcker
Carl Wilhelm Folcker, född 28 mars 1889 i Filipstad, död 2 juli 1911 på Trossnäs fält, var en svensk militär och gymnast.
Folcker deltog vid Olympiska sommarspelen 1908 i den svenska gymnastiktruppen, vilken vann guldmedalj i trupptävlan.
Som militär tillhörde Folcker Värmlands regemente. Han begick självmord genom att skjuta sig på regementets lägerplats i Trossnäs. Han hade då underlöjtnants grad. Vid sin död var han skriven i Jakobs församling, Stockholm. Han begravdes i familjegrav i Strömstad.